# Discalma parallelaria
Discalma parallelaria är en fjärilsart som beskrevs av Walker 1863. Discalma parallelaria ingår i släktet Discalma och familjen mätare. Inga underarter finns listade i Catalogue of Life.